# Andrius Mažutis
Andrius Mažutis,  né le 21 avril 1981, à Mažeikiai, en République socialiste soviétique de Lituanie, est un joueur lituanien de basket-ball. Il évolue au poste d'arrière.